# Riccia pubescens
Riccia pubescens là một loài rêu trong họ Ricciaceae. Loài này được S. Hatt. mô tả khoa học đầu tiên năm 1943.